# Smolęcin (Police)
Pour les articles homonymes, voir Smolęcin.
Smolęcin est une localité polonaise de la gmina rurale de Kołbaskowo située dans le powiat de Police en voïvodie de Poméranie-Occidentale. Elle se situe à environ 24 km au sud de Police et 14 km au sud-ouest de la capitale régionale Szczecin.

## Géographie

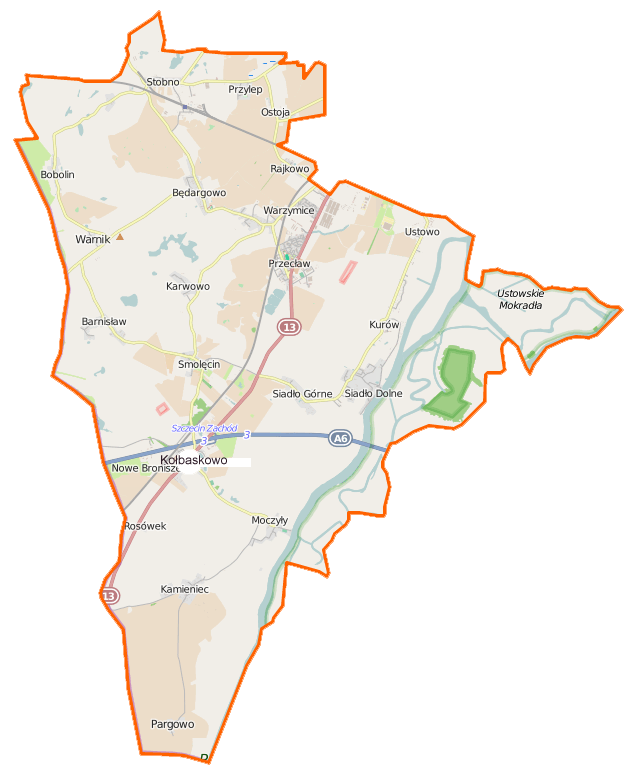
Carte de la gmina de Kołbaskowo.

## Histoire
Jusqu'à la fin de la Seconde Guerre mondiale, Schmellenthin fait partie de l'arrondissement de Randow (de), puis, après la dissolution de l'arrondissement, dans l'arrondissement de Greifenhagen  dans le district de Stettin de la province prussienne de Poméranie.